# FINA Water Polo World Cup 1997 (maschile)
La 10ª edizione della Coppa del Mondo maschile di pallanuoto, organizzata dalla FINA, è stata disputata ad Atene dal 27 aprile al 1º maggio 1997. La capitale greca ha ospitato la rassegna per la seconda volta.
Hanno preso parte alla manifestazione le prime otto classificate del torneo olimpico di Atlanta 1996.

## Squadre partecipanti
- Croazia
- Grecia
- Italia
- Jugoslavia
- Russia
- Spagna
- Stati Uniti
- Ungheria

## Turno preliminare

### Gruppo A
|    | Squadra    | Pti | G | V | N | P | GF | GS | Diff |  | Ungheria (bandiera) | Russia (bandiera) | Jugoslavia (bandiera) | Croazia (bandiera) |
| -- | ---------- | --- | - | - | - | - | -- | -- | ---- |  | ------------------- | ----------------- | --------------------- | ------------------ |
| 1. | Ungheria   | 5   | 3 | 2 | 1 | 0 | 24 | 14 | +10  |  | X                   | 3-3               | 10-5                  | 11-6               |
| 2. | Russia     | 3   | 3 | 1 | 1 | 1 | 20 | 17 | +3   |  | 3-3                 | X                 | 7-9                   | 10-5               |
| 3. | Jugoslavia | 2   | 3 | 1 | 0 | 2 | 17 | 22 | -5   |  | 5-10                | 9-7               | X                     | 3-5                |
| 4. | Croazia    | 2   | 3 | 1 | 0 | 2 | 16 | 24 | -8   |  | 6-11                | 5-10              | 5-3                   | X                  |

### Gruppo B
|    | Squadra     | Pti | G | V | N | P | GF | GS | Diff |  | Stati Uniti (bandiera) | Grecia (bandiera) | Italia (bandiera) | Spagna (bandiera) |
| -- | ----------- | --- | - | - | - | - | -- | -- | ---- |  | ---------------------- | ----------------- | ----------------- | ----------------- |
| 1. | Stati Uniti | 5   | 3 | 2 | 1 | 0 | 25 | 21 | +4   |  | X                      | 8-8               | 7-6               | 10-7              |
| 2. | Grecia      | 5   | 3 | 2 | 1 | 0 | 21 | 18 | +3   |  | 8-8                    | X                 | 6-4               | 7-6               |
| 3. | Italia      | 1   | 3 | 0 | 1 | 2 | 18 | 21 | -3   |  | 6-7                    | 4-6               | X                 | 8-8               |
| 4. | Spagna      | 1   | 3 | 0 | 1 | 2 | 21 | 25 | -4   |  | 7-10                   | 6-7               | 8-8               | X                 |

## Fase finale

### Semifinali
| 30 aprile 1997 | Ungheria | 4 – 8 | Grecia |  |

| 30 aprile 1997 | Stati Uniti | 9 – 8 | Russia |  |

#### 5º - 8º posto
| 30 aprile 1997 | Croazia | 9 – 10 | Spagna |  |

| 30 aprile 1997 | Italia | 10 – 9 | Jugoslavia |  |

### Finali

#### 7º posto
| 1º maggio 1997 | Croazia | 5 – 6 | Jugoslavia |  |

#### 5º posto
| 1º maggio 1997 | Italia | 9 – 5 | Spagna |  |

#### 3º posto
| 1º maggio 1997 | Ungheria | 10 – 7 | Russia |  |

#### 1º posto
| 1º maggio 1997 | Grecia | 5 – 8 | Stati Uniti |  |

## Classifica finale
| Pos. | Squadra     |
| ---- | ----------- |
|      | Stati Uniti |
|      | Grecia      |
|      | Ungheria    |
| 4    | Russia      |
| 5    | Italia      |
| 6    | Spagna      |
| 7    | Jugoslavia  |
| 8    | Croazia     |

## Fonti
- (EN) Todor66.com - Sport Statistics Archive, su todor66.com.